# Orthocentrinae

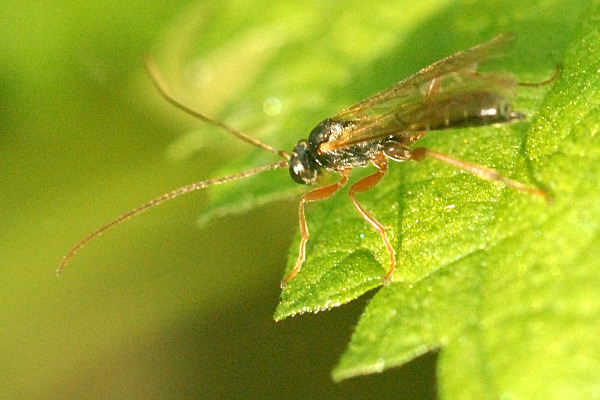
Plectiscus.ridibundus

Orthocentrinae là một phân họ côn trùng trong họ Ichneumonidae (mặc dù đang còn tranh cãi).

## Đặc điểm
Chúng là những loài côn trùng ký sinh nhiệt đới thuộc giống ong bắp cày chuyên ăn giòi ở vùng Trung và Nam Mỹ và còn được gọi là sát thủ chuyên săn giòi, giống ong bắp cày, ngoài lối sống dữ dằn của chúng. Chúng đẻ trứng đơn vào cơ thể giòi, và khi nhộng con phát triển, nó ăn cơ thể vật chủ từ bên trong.
Phân họ này với hơn 1.549 loài đã được thu thập tại Guatemala, Honduras, Nicaragua và vùng rừng mưa nhiệt đới Amazon của Ecuador, ít nhất 177 loài khác nhau, nhiều hơn con số 14 loài được biết trước nay trong khu vực, và hơn cả 151 loài ở Bắc Mỹ. Những con côn trùng ký sinh trên, chỉ dài khoảng vài mm, từng được cho là chỉ phát triển đa dạng trong điều kiện khí hậu ôn đới.

## Các chi
- Aniseres Förster, 1871
- Aperileptus Förster, 1868
- Apoclima Förster, 1869
- Atabulus
- Batakomacrus
- Catastenus Förster, 1868
- Dialipsis
- Entypoma
- Eusterinx Förster, 1868
- Gnathochorisis
- Helictes Haliday, 1838
- Hemiphanes
- Kentrotryphon
- Megastylus Schioedte, 1838
- Neurateles Ratzeburg, 1848
- Orthocentrus Gravenhorst, 1829
- Pantisarthrus
- Picrostigeus
- Plectiscidea Viereck, 1914
- Plectiscus Gravenhorst, 1829
- Proclitus
- Proeliator
- Stenomacrus Förster, 1868
- Symplecis